# توماس إي. غاديس
توماس إي. غاديس (بالإنجليزية: Thomas E. Gaddis)‏ هو كاتب سير وكاتب أمريكي، ولد في 14 سبتمبر 1908 في دنفر في الولايات المتحدة، وتوفي في 10 أكتوبر 1984 في بورتلاند في الولايات المتحدة.

## وصلات خارجية
- توماس إي. غاديس على موقع IMDb (الإنجليزية)
- توماس إي. غاديس على موقع أول موفي (الإنجليزية)
- توماس إي. غاديس على موقع قاعدة بيانات الأفلام السويدية (السويدية)
- توماس إي. غاديس على موقع قاعدة بيانات الفيلم (الإنجليزية)
- توماس إي. غاديس على موقع كينوبويسك (الروسية)